# Єгорченко Ірина Анатоліївна
Єгорченко Ірина Анатоліївна — український математик і громадський діяч. Відома своїми роботами з теорії диференціальних рівнянь, а також активною боротьбою з псевдонаукою та плагіатом в українському академічному середовищі.

## Наукова діяльність
В 1979-1984 роках Ірина Єгорченко навчалась на механіко-математичному факультеті Київського державного університету. Здобула диплом з відзнакою та кваліфікацію «Математик-викладач».
В 1984-1988 навчалася в аспірантурі Інституту математики НАН України за спеціальністю «Диференціальні рівняння та математична фізика», науковий керівник Вільгельм Фущич. В 1989 році захистила дисертацію «Симетрійний аналіз нелінійних рівнянь для комплексних скалярних та векторних полів» та здобула ступінь кандидата фізико-математичних наук.
З 1984 працює в Інституті математики НАН України. Наукові роботи з математичної фізики, симетрійного аналізу диференціальних рівнянь в частинних похідних, застосування методів алгебри та диференціальної геометрії для дослідження диференціальних рівнянь та пошуку точних розв’язків.

## Громадська діяльність
Ірина Єгорченко є активним учасником громадської ініціативи «Дисергейт», що займається викриттям плагіату в наукових роботах. Саме Ірина Єгорченко однією  перших звернула увагу на псевдонаукові абзаци в дисертації Катерини Кириленко. Бере участь у врученні громадської антипремії «Академічна негідність».
Єгорченко активно бере участь у науково-популярних заходах, зокрема «Днях науки».
Виступаючи з трибуни Верховної Ради 16 жовтня 2016 року, Ірина Єгорченко назвала «псевдонауковцем» декана факультету інформаційних технологій Київського національного університету ім. Тараса Шевченка Юрія Теслю:
|  | На жаль, навіть в Київському університеті декан факультету – відомий псевдонауковець, пан Тесля, який вчить студентів невідомо чому. |

У відповідь, Юрій Тесля подав до суду «за образу честі, гідності та ділової репутації». Це стало першим в Україні судовим позовом з приводу псевдонауки. 9 жовтня 2018 року Печерський районний суд міста Києва задовольнив позов частково: інформацію, оприлюднену Єгорченко, було визнано недостовірною, але у стягненні моральної шкоди відмовлено. За апеляційною скаргою відповідача, 9 січня 2019 року Київський апеляційний суд скасував рішення Печерського районного суду. В позові Теслі проти Єгорченко було відмовлено, а висловлювання Єгорченко визнано оціночними судженнями.